# Talegalla jobiensis
El talégalo patirrojo (Talegalla jobiensis) es una especie de ave galliforme de la familia Megapodiidae que vive en Nueva Guinea.

## Distribución y hábitat
Se encuentra en las selvas del norte de la isla de Nueva Guinea.